# Henryk Roman Gulbinowicz
Henryk Roman Gulbinowicz (Sukiškės, 17 de outubro de 1923 — Breslávia, 16 de novembro de 2020) foi um cardeal polonês e arcebispo-emérito de Wrocław.

## Biografia
Filho de Antoni Gulbinowicz e Waleria z Gajewskich, Henryk Roman foi batizado na igreja de Nossa Senhora do Escapulário e São Jorge em Bujwidze, pelo pároco Aleksander Dulko. Ele recebeu o sacramento da confirmação em 1940 em Vilnius de Romuald Jałbrzykowski, arcebispo de Vilnius. Seus pais alteraram seus registros de nascimento, com a ajuda de um padre local, para que ele pudesse evitar ser alistado no Exército Vermelho da União Soviética ou enviado para um campo de trabalhos forçados.
Estudou no Seminário de Vilnius, no seminário de Białystok e na Universidade Católica de Lublin, onde obteve um doutorado em teologia moral.
Ordenado presbítero em 18 de junho de 1950, na pró-catedral da Assunção de Białystok, por Romuald Jałbrzykowski, arcebispo de Vilnius, sendo que também foi incardinado na diocese de Białystok, na Polônia.
Eleito bispo-titular de Acci e administrador apostólico de Białystok, território polonês da arquidiocese de Vilnius, em 12 de janeiro de 1970, foi  consagrado em 8 de fevereiro, na pró-catedral da Assunção de Białystok, pelo cardeal Stefan Wyszynski, arcebispo de Gniezno e Varsóvia , assistido por Józef Drzazga, bispo-titular de Siniando, administrador apostólico, ad nutum Sanctæ Sedis, para a parte central e sul da diocese de Warmia, e por Kazimierz Majdański, bispo-titular de Zorolo, bispo-auxiliar de Włocławek.
Promovido à sé metropolitana de Wrocław, em 3 de janeiro de 1976, estabeleceu muitos centros pastorais na arquidiocese e também fundou a publicação quinzenal "Nowe Życie" (Nova Vida), coroou a estátua da Virgem como protetora do Santuário de Wambierzyce na Silésia. Ele é autor de várias obras em teologia moral e doutrinária e na formação do clero.
Foi criado cardeal-presbítero no consistório de 25 de maio de 1985 pelo Papa João Paulo II, recebendo o barrete cardinalício e o título de Immacolata Concezione di Maria a Grottarossa.
O Papa aceitou sua resignação do governo pastoral da arquidiocese por ter atingido o limite de idade, em conformidade com o cânon 401 § 1 do Código de Direito Canônico, em 3 de abril de 2004.
Em 6 de novembro de 2020, foi alcançado por medidas emitidas pela Santa Sé, após uma investigação realizada contra a sua pessoa por assédio, atos homossexuais e colaboração com o então Serviço de Segurança. Em particular, as decisões disciplinares incluíram a "proibição de participar de qualquer celebração ou reunião pública, proibição de usar a insígnia episcopal, proibição de serviço fúnebre e sepultura na catedral".
Morreu em 16 de novembro de 2020, aos 97 anos. Perdendo a consciência nos últimos dias, ele morreu de insuficiência respiratória e circulatória resultante de pneumonia aguda. No dia 13 de novembro, os vereadores de Wrocław retiraram do cardeal falecido o título de Cidadão Honorário daquela cidade e no dia 23 de novembro, os vereadores de Białystok também retiraram seu título.

## Conclaves
- Conclave de 2005 - participou do conclave para a eleição do Papa Bento XVI, mas não tinha direito ao voto, já que na época tinha mais de 80 anos.
- Conclave de 2013 - participou do conclave para a eleição do Papa Francisco, mas não tinha direito ao voto, já que na época tinha mais de 80 anos.